# جبل إبراهيم (مدينة حجة)

تعديل مصدري - تعديل

جبل إبراهيم هي إحدى قرى عزلة حملان بمديرية مدينة حجة التابعة لمحافظة حجة، بلغ تعداد سكانها 175 نسمة حسب تعداد اليمن لعام 2004.